# Xavier Arreaga
Xavier Ricardo Arreaga Bermello (* 28. září 1994) je ekvádorský profesionální fotbalista, který hraje na pozici obránce za klub Seattle Sounders FC a ekvádorský národní tým.

## Kariéra
Arreaga debutoval za Ekvádor 20. listopadu 2018 v zápase proti Panamě.
Po čtyřech sezónách v Barceloně SC v ekvádorské Serii A podepsal Arreaga 7. května 2019 smlouvu se Sounders. K týmu se připojil později téhož měsíce jako náhrada za odcházejícího obránce Chada Marshalla a debutoval 26. května 2019 proti Sportingu Kansas City.

## Kariérní statistiky

### Klubové
Platí k zápasu hranému 31. května 2022.
| Klub                | Sezóna            | Liga                | Liga   | Liga | Národní pohár | Národní pohár | Kontinentální | Kontinentální | Ostatní | Ostatní | Celkově | Celkově |
| Klub                | Sezóna            | Divize              | Zápasy | Góly | Zápasy        | Góly          | Zápasy        | Góly          | Zápasy  | Góly    | Zápasy  | Góly    |
| ------------------- | ----------------- | ------------------- | ------ | ---- | ------------- | ------------- | ------------- | ------------- | ------- | ------- | ------- | ------- |
| Manta               | 2014              | Ekvádorská Serie A  | 12     | 0    | 0             | 0             | —             | —             | —       | —       | 12      | 0       |
| Manta               | 2015              | Ekvádorská Serie B  | 43     | 3    | 0             | 0             | —             | —             | —       | —       | 43      | 3       |
| Manta               | Celkově           | Celkově             | 55     | 3    | 0             | 0             | 0             | 0             | 0       | 0       | 55      | 3       |
| Barcelona SC        | 2016              | Ekvádorská Serie A  | 8      | 2    | 0             | 0             | 0             | 0             | —       | —       | 8       | 2       |
| Barcelona SC        | 2017              | Ekvádorská Serie A  | 30     | 3    | 0             | 0             | 9             | 0             | —       | —       | 39      | 3       |
| Barcelona SC        | 2018              | Ekvádorská Serie A  | 31     | 3    | 0             | 0             | 0             | 0             | —       | —       | 31      | 3       |
| Barcelona SC        | 2019              | Ekvádorská Serie A  | 10     | 0    | 0             | 0             | 2             | 1             | —       | —       | 12      | 1       |
| Barcelona SC        | Celkově           | Celkově             | 79     | 8    | 0             | 0             | 11            | 1             | 0       | 0       | 90      | 9       |
| Seattle Sounders FC | 2019              | Major League Soccer | 14     | 0    | 0             | 0             | —             | —             | 3       | 1       | 17      | 1       |
| Seattle Sounders FC | 2020              | Major League Soccer | 14     | 0    | 0             | 0             | 2             | 0             | —       | —       | 16      | 0       |
| Seattle Sounders FC | 2021              | Major League Soccer | 26     | 2    | 0             | 0             | 3             | 0             | —       | —       | 29      | 2       |
| Seattle Sounders FC | Celkově           | Celkově             | 54     | 2    | 0             | 0             | 5             | 0             | 3       | 1       | 62      | 3       |
| Celkově v kariéře   | Celkově v kariéře | Celkově v kariéře   | 188    | 13   | 0             | 0             | 16            | 1             | 3       | 1       | 207     | 15      |

### Reprezentační
K zápasu hranému 2. února 2022.
| Národní tým | Rok     | Zápasy | Góly |
| ----------- | ------- | ------ | ---- |
| Ekvádor     | 2018    | 1      | 0    |
| Ekvádor     | 2019    | 5      | 0    |
| Ekvádor     | 2020    | 4      | 1    |
| Ekvádor     | 2021    | 4      | 0    |
| Ekvádor     | 2022    | 1      | 0    |
| Celkově     | Celkově | 15     | 1    |

### Reprezentační góly
Skóre a výsledky Ekvádoru jsou vždy zapsány jako první a jsou zvýrazněny.
| Gól | Datum              | Místo                                       | Soupeř   | Skóre | Výsledek | Soutěž                                           |
| --- | ------------------ | ------------------------------------------- | -------- | ----- | -------- | ------------------------------------------------ |
| 1.  | 17. listopadu 2020 | Estadio Rodrigo Paz Delgado, Quito, Ekvádor | Kolumbie | 4:0   | 6:1      | Kvalifikace na Mistrovství světa ve fotbale 2022 |

## Úspěchy
Barcelona SC
- Ekvádorská Serie A: 2016

Seattle Sounders FC
- MLS Cup: 2019
- Liga mistrů CONCACAF: 2022

Individuální
- Nejlepší jedenáctka Ligy mistrů CONCACAF: 2022